# Ellen Estes
Ellen Marie Estes, född 13 oktober 1978 i Portland, Oregon, är en amerikansk vattenpolospelare. Hon ingick i USA:s OS-lag vid två olympiska spel. Estes gjorde ett mål i den olympiska vattenpoloturneringen i Sydney där USA tog silver. I den olympiska vattenpoloturneringen i Aten gjorde hon fyra mål, varav tre i bronsmatchen mot Australien som USA vann med siffrorna 6–5. År 2003 var hon med om att ta guld i Holiday Cup, VM och Panamerikanska spelen. Segern i Holiday Cup var Estes andra i och med att hon hade varit med i det vinnande amerikanska laget även år  2002.